# Jürgen Frohriep
Jürgen Frohriep (28 de abril de 1928-13 de julio de 1993) fue un actor teatral, cinematográfico y televisivo de nacionalidad alemana. Era hermano del escritor Ulrich Frohriep.

## Biografía
Nacido en Rostock, Alemania, tras la Segunda Guerra Mundial formó parte del movimiento teatral amateur de la Juventud Libre Alemana. A pesar de no haber completado su formación como actor profesional, en 1951 fue contratado para trabajar en el Theater an der Parkaue de Berlín. Más adelante tuvo más actuaciones en diversos teatros de la República Democrática Alemana.
Su primer papel en el cine le llegó de la mano del director Konrad Wolf en el film Sterne (1959). Como miembro del elenco de la productora Deutsche Film AG (DEFA), Frohriep a menudo hizo papeles de militares. En Wolf unter Wölfen (1965, a partir de la novela de Hans Fallada) Frohriep encarnó a un oficial del Reichswehr negro. En cambio, en la cinta de 1966 Ohne Kampf kein Sieg, fue el piloto de carreras Manfred von Brauchitsch. Desde finales de los años 1960 los papeles escasearon, por lo que en 1973 hizo una actuación de reparto en Die Legende von Paul und Paula.
A partir de 1973, Frohriep trabajó principalmente para la Deutscher Fernsehfunk, la televisión de la RDA. A partir de 1972 se hizo muy conocido por su papel del oficial de la policía Hübner en la serie criminal Polizeiruf 110. Inicialmente su personaje estaba bajo la sombra del interpretado por Peter Borgelt, el capitán Hauptmann Fuchs. Sin embargo, a lo largo de la serie el oficial Hübner fue ganando importancia, resolviendo un total de 64 casos entre 1972 y 1991.
Además, Frohriep fue actor de voz, doblando, entre otros muchos actores, a Charlton Heston (Antony and Cleopatra) y a Raimund Harmstorf (en el doblaje de la DEFA de Der Seewolf).
Tras la desaparición de la RDA, el actor no consiguió ningún papel. Frohriep entró en crisis y cayó en el alcoholismo y la depresión, y en esa época se rompió su matrimonio con Kati Székely.
En 1993, la ARD decidió la continuación de Polizeirufs 110, actuando Frohriep en el episodio Keine Liebe, kein Leben (1994) como Hübner, en la que fue su última aparición en la pantalla. Poco después del rodaje, Frohriep falleció en Berlín, Alemania. Su deseo era ser enterrado en el mar, por lo cual sus restos fueron incinerados, y las cenizas depositadas en Warnemünde, en la costa del Mar Báltico.

## Filmografía
| - 1959: Sterne - 1959: Weißes Blut - 1960: Immer am Weg dein Gesicht (TV) - 1960: Begegnung im Zwielicht - 1960: Gerichtet bei Nacht (TV) - 1961: Die Liebe und der Co-Pilot - 1961: Küßchen und der General - 1961: Mord an Rathenau (TV) - 1961: Gewissen in Aufruhr (miniserie TV) - 1962: Festung am Rhein - 1962: Geboren unter schwarzen Himmeln (TV) - 1962: Die Entdeckung des Julian Böll - 1962: Menschen und Tiere - 1962: Der Kinnhaken - 1962: Das grüne Ungeheuer (miniserie TV) - 1963: Irrungen – Wirrungen (TV) - 1963: Die Spur führt in den 7. Himmel (TV-Serie) - 1964: Das Lied vom Trompeter - 1965: Berlin um die Ecke - 1965: Wolf unter Wölfen (miniserie TV) - 1965: Heimbachs Gäste (TV) - 1965: Episoden vom Glück (TV) - 1966: Ohne Kampf kein Sieg (miniserie TV) - 1967: Chingachgook, die große Schlange - 1967: Brot und Rosen - 1967: Der Mann aus Kanada (TV) - 1967: Geheimcode B 13 (serie TV) - 1968: Schild und Schwert - 1968: Treffpunkt Genf (miniserie TV) - 1969: Zeit zu leben | - 1969: Krupp und Krause (miniserie TV) - 1969: Projekt Aqua (TV) - 1969: Hans Beimler, Kamerad (miniserie TV) - 1969: Der Staatsanwalt hat das Wort: Die Falschmeldung (serie TV) - 1970: Weil ich dich liebe - 1970: Szemtől szembe - 1970: Tscheljuskin (TV) - 1970: Zwei Briefe an Pospischiel (TV) - 1971: Du und ich und Klein-Paris - 1971: Klíc - 1971: Liebeserklärung an G.T. - 1971: Anflug Alpha 1 - 1971: Osceola - 1972-2011: Polizeiruf 110 (serie TV) - 1973: Ninotschka sucht den Frühling (TV) - 1973: Die Legende von Paul und Paula - 1973: Unterm Birnbaum - 1974: Die Patentante (TV) - 1974: Der Leutnant vom Schwanenkietz (TV) - 1975: Front ohne Flanken - 1975: Das Schicksal heißt Kamila - 1976: Beethoven – Tage aus einem Leben - 1978: Ich will euch sehen - 1980: Oben geblieben ist noch keiner (TV) - 1980: Unser Mann ist König, Folge: Das 5. Rad (miniserie TV) - 1983: Martin Luther (TV) - 1986: Wanderungen durch die Mark Brandenburg (TV) - 1993: Berlin Breslauer Platz |

## Literatura
- Jürgen Frohriep, en bundesstiftung-aufarbeitung.de.